# Ненсі Бріллі
Ненсі Бріллі (італ. Nicoletta Brilli, нар. 10 квітня, 1964 року, Рим, Італія) — італійська акторка українського походження.

## Біографія
Народилася в Римі, справжнє ім'я — Ніколетта Бріллі. Ненсі Бріллі дебютувала у фільмі «Claretta» (1984) завдяки режисеру Паскуале Скуітієрі. 1990 року нагороджена премією «Давид Ді Донателло за найкращу жіночу роль другого плану» і «Срібною стрічкою» за роль Софі в Пікколі в фільмі «Piccoli equivoci». Ненсі Бріллі перебувала в шлюбі з актором Массімо Гіні протягом двох років, потім з режисером Лукою Манфреді. До цього мала стосунки з композитором Івано Фосатті.

## Фільмографія
- Claretta (1984)
- Dèmoni 2... L'incubo ritorna (1986)
- Sotto il ristorante cinese (1987)
- Camping del terrore (1987)
- Compagni di scuola (1988)
- Piccoli equivoci (1989)
- Italia - Germania 4-3 (1990)
- Tutti gli uomini di Sara (1992)
- Bruno aspetta in macchina (1996)
- Lilli e il vagabondo (1997)
- Grazie di tutto (1998)
- Galline in fuga (2000)
- Il compagno americano (2002)
- Febbre da cavallo - La mandrakata (2002)
- Natale in crociera (2007)
- Un'estate al mare (2008)
- Ex (2009)
- La vita è una cosa meravigliosa (2010)
- Maschi contro femmine (2010)
- A Natale mi sposo (2010)
- Жінки проти чоловіків (2011)
- Sapore di te (2014)